# ヤエヤママダラゴキブリ
ヤエヤママダラゴキブリ（八重山斑蜚蠊、学名:Rhabdoblatta yayeyamana）は、ゴキブリ目オオゴキブリ科に属する昆虫。

## 分布
八重山諸島。

## 形態
体長は35-50mmにもなり、日本最大のゴキブリである。薄褐色で胸部中央に黒褐斑があり、全体に褐色の小さい斑点が広がっている。

## 生態
照葉樹林内の渓畔の湿った草の間に生息する。多湿を好み、雑食性である。成虫は樹上にも登るが、幼虫は水辺に住み流水中の石の下に潜ることがある。繁殖形態は卵胎生。

## 人間との関係
多摩動物公園にて、「泳ぐゴキブリ」と呼ばれている。
日本に広く分布しているクロゴキブリやチャバネゴキブリに比べて動きが鈍く、人家での生息も殆ど見られないため、いわゆるゴキブリ特有の嫌悪感（忌避感）は少ないとされる。